# Chaske Spencer
Chaske Spencer (Tahlequah, Oklahoma, 9 de marzo de 1975) es un actor estadounidense de ascendencia predominantemente indígena de América. Más conocido por su papel de Sam Uley a partir de la segunda entrega de la Saga Crepúsculo,  Luna Nueva y en sus secuelas.

## Biografía
Spencer nació en Tahlequah, Oklahoma y se crio en Montana, Kooskia, Lapwai, Lewiston e Idaho. Su ascendencia incluye Sioux, Nez Perce, Cherokee, Creek, Francés y Neerlandés. Él es un miembro de la tribu de Fort Peck. Tiene dos hermanas menores. Se graduó en "Clearwater Valley High School" en 1994, donde usaba el nombre de James Spencer y ha actuado como un adolescente en el "Teatro Cívico de Lewiston". Spencer fue a la universidad de Lewis Clark State College un año antes de comenzar su carrera como actor.

## Carrera
Cuando era joven Chaske soñaba con ser un fotógrafo, pero en poco tiempo se encontró en frente a la cámara persiguiendo una carrera como actor. Se trasladó a Nueva York y en medio de antender barras y servir mesas, fue elegido para su primer off-off-Broadway obra de teatro, Drácula, interpretando el papel principal. A partir de ahí hizo una serie de piezas de teatro de Nueva York y tuvo la suerte de ser descubierto por la directora de casting de televisión/cine, Rene Haynes. Ella lo eligió para Skins (2002), así como el liderazgo en Dreamkeeper y la miniserie de Steven Spielberg, Into the West. 

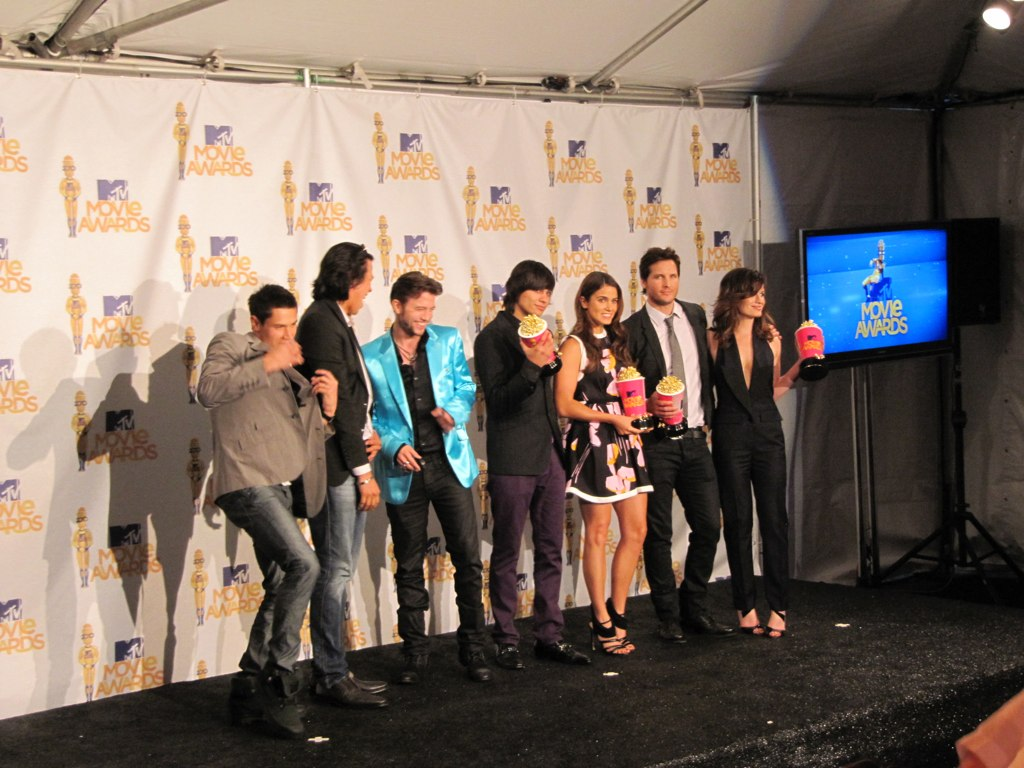
Alex Meraz, Chaske Spencer, Jackson Rathbone, Kiowa Gordon, Nikki Reed, Peter Facinelli y Elizabeth Reaser en los MTV Movie Awards 2010

René también es responsable para la fundición de él en su último papel como el hombre lobo, Sam Uley en la película The Twilight Saga: New Moon (2009) y sus secuelas basada en la novela de Stephenie Meyer del mismo nombre.
También ha actuado en el Teatro Público de Nueva York y la rotonda. Chaske es un apasionado acerca de hacer una diferencia con todas las personas en el área de reducción de la pobreza y la creación de comunidades sostenibles. Además está involucrado en varios proyectos con ese fin. En conjunto con su mánager, Josselyne Herman, y el veterano productor, Ted Kurdyla, su productora, Urban Dream, se encuentra en desarrollo en un documental de larga duración, así como un largometraje. Desde su primer papel como vampiro en Drácula a su papel más reciente en Luna Nueva como el hombre lobo, parece que realmente ha dado un giro completo.
En noviembre del 2012 se informó que Spencer había firmado contrato para el film Indian Summer. Interpretará a Wez, un nativo americano Marine EE. UU.. La historia es sobre un niño huérfano que vive con su tío y su tía, quien se encuentra con un extraño exótico (Wez). La historia se desarrolla en una granja remota en las montañas escocesas en 1967. ARRI Worldsales se encarga de las ventas internacionales (excluyendo el Reino Unido e Irlanda) para la película. La película se rodará en 2013 para finalizar en la primavera de 2014.

## Vida personal
Spencer es un adicto en recuperación alcohólica y de drogas. Celebró su primer aniversario de estar sobrio cuando firmó su contrato para Luna Nueva. En preparación para su papel en dicha película, él y los demás comían y tuvo que poner en 15 libras de músculo. 

## Filmografía
| Año       | Personaje                                 | Título                                    | Notas                       |
| --------- | ----------------------------------------- | ----------------------------------------- | --------------------------- |
| 2002      | Skins                                     | Teen Rudy                                 |                             |
| 2003      | DreamKeeper                               | Chico Águila                              | TV película                 |
| 2004      | Red Dead Revolver                         | Shadow Wolf/ Chief Running Moon/ Duellist | Videojuego (voz)            |
| 2005      | Into the West                             | Old Voices That Carry                     | "Ghost Dance"               |
| 2009      | The Twilight Saga: New Moon               | Sam Uley                                  |                             |
| 2010      | The Twilight Saga: Eclipse                | Sam Uley                                  |                             |
| 2011      | Shouting Secrets                          | Wesley                                    |                             |
| 2011      | One Life to Live                          | Justice of the Peace                      | TV Serie; 2 episodios       |
| 2011      | The Twilight Saga: Breaking Dawn - Part 1 | Sam Uley                                  |                             |
| 2012      | Winter in the Blood                       | Virgil First Raise                        |                             |
| 2012      | The Twilight Saga: Breaking Dawn - Part 2 | Sam Uley                                  |                             |
| 2013      | Desert Cathedral                          | Duran Palouse                             |                             |
| 2022      | The English                               | Eli Wipp                                  | TV miniserie                |
| 2023-2024 | Echo                                      | Henry Black Crow López                    | miniserie de Hulu y Disney+ |

## Premios y nominaciones
| Año  | Premio                      | Categoría   | Película         | Resultado |
| ---- | --------------------------- | ----------- | ---------------- | --------- |
| 2011 | American Indian Movie Award | Mejor Actor | Shouting Secrets | Ganador   |